# Sickinger Stufe
Die Sickinger Stufe ist ein Naturraum (durchlaufende Nummerierung: 180.0) im Norden des Zweibrücker Westrichs innerhalb des Saar-Nahe-Berglandes. Sie erstreckt sich über ein Gebiet nördlich von Bann bis nach Schwarzenacker und überschreitet die Grenze zwischen Rheinland-Pfalz und dem Saarland. Sie bildet den markanten und weithin sichtbaren Randabbruch der Westricher Hochfläche an deren Nordrand.

## Lage und Abgrenzung
Die Sickinger Stufe bildet den Übergang von den Niederungen der St. Ingbert-Kaiserslauterer Senke zur Sickinger Höhe. Sie steigt vom Homburger Becken mit einer Höhe zwischen 225 und 250 m ü. NHN nach Südosten und vom Jägersburger Moor (auch Peterswaldmoor genannt) und vom Landstuhler Bruch nach Süden in einer markanten Schichtstufe auf 380 bis 462 m ü. NHN stark an. Entlang der Abbruchkante treten häufig kleinere und mittelgroße Felsformationen aus dem Buntsandstein der Karlstal-Schichten zu Tage, so z. B. der Heidenfelsen bei Hauptstuhl, der gleichnamige Felsen beim Bärenloch in Kindsbach oder die Felsenlandschaft im Fleischackerloch bei Landstuhl.
Mehrere kurze Kerbtäler führen ihre Wasserläufe nach Norden und Westen. Der Lambsbach durchfließt das Gebiet in seiner gesamten Länge von etwa 15 km südwestwärts. An ihm liegen auch die drei einzigen Orte innerhalb der Sickinger Stufe: Lambsborn, Bechhofen und Kirrberg. An ihrem nordwestlichen bzw. nördlichen Rand befinden sich die Ortschaften Schwarzenacker, Schwarzenbach, Homburg, Sanddorf, Bruchhof, Vogelbach, Bruchmühlbach, Hauptstuhl, Landstuhl und Kindsbach.
Das Gebiet ist überwiegend bewaldet. Es weist die nahe übereinanderliegenden beiden obersten Schichtstufen des Buntsandsteins auf.

## Sehenswürdigkeiten und Kultur
Vor- und frühgeschichtliche Funde, u. a. Menhire, weisen auf die frühe Besiedlung des Landschaftsraums hin. Zur Kaiserslauterer Senke hin befinden sich einige Burg- und Schlossruinen, u. a. die Hohenburg bei Homburg, Schloss Karlsberg bei Sanddorf, Burg Nanstein bei Landstuhl. Bei Kirrberg finden sich die Überreste der Merburg.